# 쌍용도서관
쌍용도서관은 충청남도 천안시 서북구 쌍용동 소재의 시립 도서관이다.

## 연혁
- 2002년 3월 15일 개관.

## 이용 안내
이용 시간
- 일반열람실: 매일 08:00 ∼ 22:00
- 자료실/참고실: 평일 09:00 ∼ 22:00 / 토·일요일 09:00 ∼ 18:00
- 아동실: 매일 09:00 ∼ 18:00
- 정보실/영상실: 평일 09:00 ∼ 20:00 / 토·일요일 09:00 ∼ 18:00
- 첫째주,셋째주 월요일 휴관일